# Midden-Assyrische Rijk
| Geschiedenis van Mesopotamië |                                              |                                              |                                              |                                                                        |                                                                        |                                                                        |                                                                        |
| Prehistorisch Mesopotamië pre–3100 v. Chr. Hassunacultuur 6400-5800 Samarracultuur 5500-4800 Halafcultuur 5500-4500 Obeidcultuur 5500-4000 Urukperiode 4000-3100                              |                                              |                                              |                                              |                                                                        |                                                                        |                                                                        |                                                                        |
| Sumerië Jemdet Nasr-periode 3100-2900 Vroeg-dynastieke periode 2900-2350 Ebla 2500-2350 — Mari 2900- 1750 Akkadische Rijk 2350-2150 Guti-overheersing 2212–2120 Neo-Sumerische Rijk 2120–2004 |                                              |                                              |                                              |                                                                        |                                                                        |                                                                        |                                                                        |
| Tijd van Isin en Larsa 2004–1763 v. Chr. | Tijd van Isin en Larsa 2004–1763 v. Chr.     | Tijd van Isin en Larsa 2004–1763 v. Chr.     | Tijd van Isin en Larsa 2004–1763 v. Chr.     | Oud-Assyrische periode 2000–1756 v. Chr.                               | Oud-Assyrische periode 2000–1756 v. Chr.                               | Oud-Assyrische periode 2000–1756 v. Chr.                               | Oud-Assyrische periode 2000–1756 v. Chr.                               |
| Babylonië Oud-Babylonische Rijk 1750-1595 |                                              |                                              |                                              |                                                                        |                                                                        |                                                                        |                                                                        |
| Karduniaš 1590-1100 Midden-Babylonische Rijk | Karduniaš 1590-1100 Midden-Babylonische Rijk | Karduniaš 1590-1100 Midden-Babylonische Rijk | Karduniaš 1590-1100 Midden-Babylonische Rijk | Mitanni 15e eeuw Midden-Assyrische Rijk 1400-1200 Hanigalbat 1400-1200 | Mitanni 15e eeuw Midden-Assyrische Rijk 1400-1200 Hanigalbat 1400-1200 | Mitanni 15e eeuw Midden-Assyrische Rijk 1400-1200 Hanigalbat 1400-1200 | Mitanni 15e eeuw Midden-Assyrische Rijk 1400-1200 Hanigalbat 1400-1200 |
| Nieuw-Assyrische Rijk 900-609 |                                              |                                              |                                              |                                                                        |                                                                        |                                                                        |                                                                        |
| Nieuw-Babylonische Rijk 626-539 |                                              |                                              |                                              |                                                                        |                                                                        |                                                                        |                                                                        |
| Portaal Geschiedenis Portaal Mesopotamië |                                              |                                              |                                              |                                                                        |                                                                        |                                                                        |                                                                        |

Het Midden-Assyrische Rijk of kortweg Midden-Assyrië of de middel-Assyrische periode is een historiografische term voor een periode van relatief herstel van de onafhankelijkheid van Assyrië van midden 14e eeuw tot midden 11e eeuw v.Chr. 
Assyrië was sinds de 15e eeuw onderworpen door het Hurritische koninkrijk Mitanni. Door de opkomst van het Nieuw-Hettitische Rijk rond 1350 onder Suppiluliuma I werd Mitanni vanuit het noordwesten verzwakt en verloor daarmee ook zijn greep op de zuidoostelijke Assyrische vazal. Koning Assur-uballit I slaagde er bovendien in de Mitannische vorst Shattiwaza in een veldslag te verslaan. Hiermee begon het Midden-Assyrische Rijk: de stadstaat Aššur was voor het eerst onafhankelijk sinds Hammurabi halverwege 18e eeuw het Oud-Assyrische Rijk verwoestte.
Grote midden-Assyrische koningen waren Adad-nirari I (die Noord-Mesopotamië veroverde), Salmanasser I (die de restanten van Mitanni verwoestte) en Tukulti-Ninurta I. De laatste wist in 1235 Babylon te veroveren en Karduniaš (Kassitisch Babylonië) zo'n tien jaar te overheersen; het Tukulti-Ninurta-epos getuigt hiervan.
Uit eponiemen op tabletten ten tijde van Ninurta-apil-ekur kampte het Assyrische Rijk met moeilijke tijden, die de brandcatastrofe genoemd wordt. Het rijk bleef als politieke eenheid overeind, dit blijkt uit opgravingen in Tell Sabi Abyad.
Een tweede midden-Assyrische bloeiperiode geschiedde onder Tiglat-Pileser I, die met alle omringende volkeren streed, aan het einde van zijn heerschappij ook Midden-Babylonië veroverde en daarmee een tijdlang heerste van de Middellandse Zee tot de Perzische Golf. Daarnaast bouwde hij veel in Aššur en Ninive, richtte een bibliotheek op en legde een zoölogische tuin aan. Zijn dood in 1077 wordt wel beschouwd als het einde van de Middel-Assyrische periode, toen het rijk verviel door interne verzwakking en het opdringen van de Arameeërs. Na anderhalve eeuw van beperkte betekenis vond er omstreeks 900 een herstel plaats, wat gezien wordt als het begin van het Nieuw-Assyrische Rijk.

## Zie ook

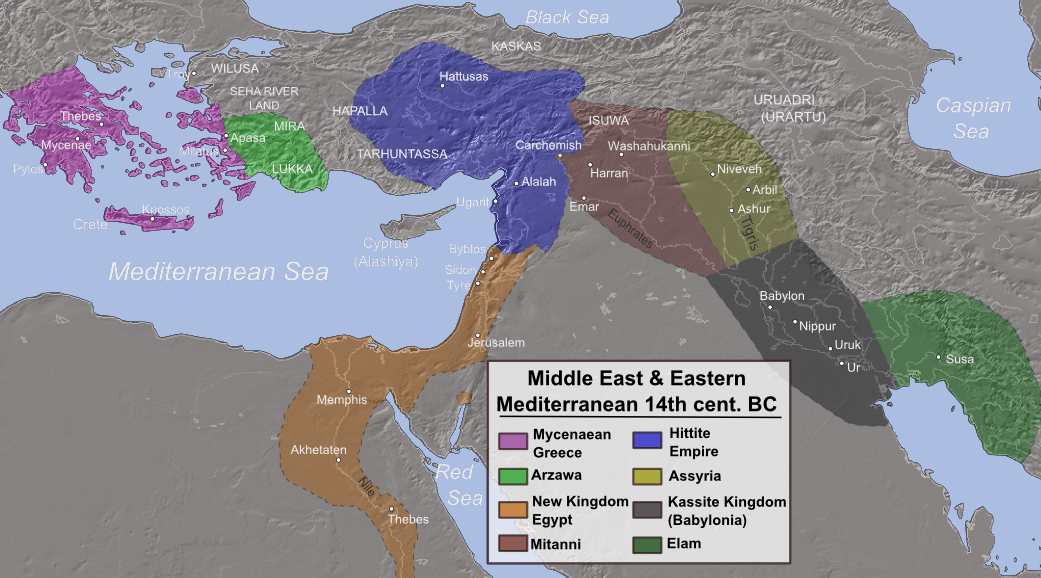
Het Nabije Oosten in de 14e eeuw.